# Рустамходжа Рахімов
Рустамходжа «Рустам» Рахімов (нім. Rustamhodza Rahimov; нар. 16 лютого 1975, Душанбе, Таджицька РСР) — німецький боксер таджицького походження, призер Олімпійських ігор, чемпіонатів світу і Європи.

## Спортивна кар'єра
В 1995 році у складі збірної Таджикистану Рустамходжа Рахімов дебютував на чемпіонаті світу, який проходив в Берліні, і в категорії до 51 кг програв в першому бою кубинцю Раулю Гонсалесу — 6-8.
З часом Рахімов змінив громадянство і почав виступати під прапором Німеччини.
На чемпіонаті світу 2003 Рахімов дійшов до півфіналу, в якому поступився Сомжиту Джонгжохору (Таїланд) — 5-12, завоювавши бронзову нагороду.
На чемпіонаті Європи 2004 Рахімов поступився в півфіналі росіянину Георгію Балакшину — 15-26, задовольнившись бронзовою нагородою.

### Виступ на Олімпіаді 2004
- В 1/8 фіналу переміг Оскара Ескадона (Колумбія) — 25-15
- В чвертьфіналі переміг Паулуса Амбунда (Намібія) — 28-15
- В півфіналі програв Юріоркісу Гамбоа (Куба) — 11-20,  завоювавши бронзову медаль.

В 2005 році Рустамходжа дебютував на чемпіонаті світу в категорії до 54 кг і здолав в чвертьфіналі Йенг Хван Сік (Південна Корея) — 25-19, в півфіналі Гері Расселла (США) — 28-17, але поступився в фіналі кубинцю Гільєрмо Рігондо — 9-19.

### Виступ на Олімпіаді 2008
Вже в першому бою в ваговій категорії до 54 кг Рахімов поступився Хуршиду Тоджибаєву (Узбекистан) — 2-11.